# Fondation Alice Milliat
La Fondation Alice Milliat, est la première fondation européenne en faveur du sport féminin.
Abritée par la Fondation du Sport Français - Henri Sérandour, elle est reconnue d’utilité publique.
Elle a pour objet la promotion et l’exposition médiatique des pratiques sportives féminines par le soutien d’actions et aide à concrétiser des projets favorisant l’activité physique des jeunes filles, l’insertion sociale par le sport, toutes disciplines confondues et parasports inclus.
Sa présidente est Aurélie Bresson.

## Création de la fondation
La Fondation Alice Milliat est née de la volonté de valoriser la médiatisation du sport féminin en France et en Europe. Préoccupée par le manque d'exposition médiatique des sportives féminines, Christine Kelly, alors membre du CSA, décide de lancer en 2013 la première journée internationale de sport féminin dans les médias : les 24 heures du sport féminin.
La Fondation Alice Milliat est née officiellement le 29 mars 2016 à l'INSEP lors du lancement du "11 Tricolore, la France au rendez-vous", évènement soutenu par le président François Hollande et devient la première fondation européenne en faveur du sport féminin.

## Alice Milliat

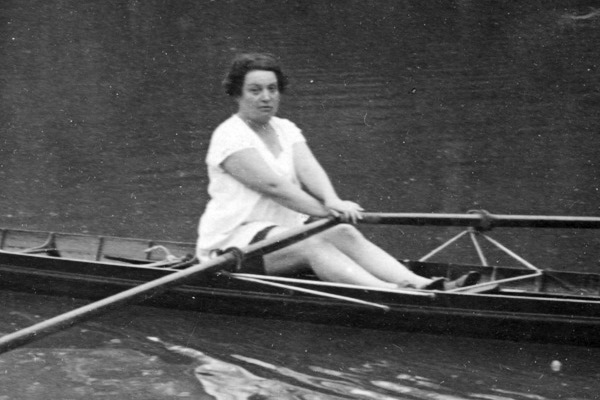
Alice Milliat, l'une des premières dirigeantes du sport contemporain.

Si la Fondation a choisi de porter le nom d'Alice Milliat, c'est parce que cette dernière constitue un symbole fort pour l'égalité femmes/hommes dans le sport. Qualifiée de pionnière du sport contemporain, une statue à son effigie est présente depuis le 8 mars 2021 dans le hall du Comité national olympique et sportif français (CNOSF) aux côtés de celle de Pierre de Coubertin.

## Principaux projets

### Challenge Alice Milliat
Chaque année depuis 2016, la Fondation organise une course à pied connectée pour promouvoir le sport féminin à travers le monde. Lors de l'édition 2020, plus d'un million de kilomètres ont été parcourus par 10 350 coureuses et coureurs du 7 août au 6 septembre.

### Fonds Alice Milliat
La Fondation est à l'origine du premier fonds mondial consacré au sport féminin. Composé de médailles et d'objets appartenant à des sportives, il sera exposé au Musée National du Sport à Nice, puis à l'occasion d'événements sportifs variés.

### The Queens Rugby 7 festival
La Fondation est à l'origine du premier festival européen de rugby à 7 féminin et non professionnel. Prévu initialement en 2020, l'organisation de cet évènement est finalement repoussée à 2022 en raison de la pandémie de CoViD-19[source secondaire souhaitée].